# Square Firdos

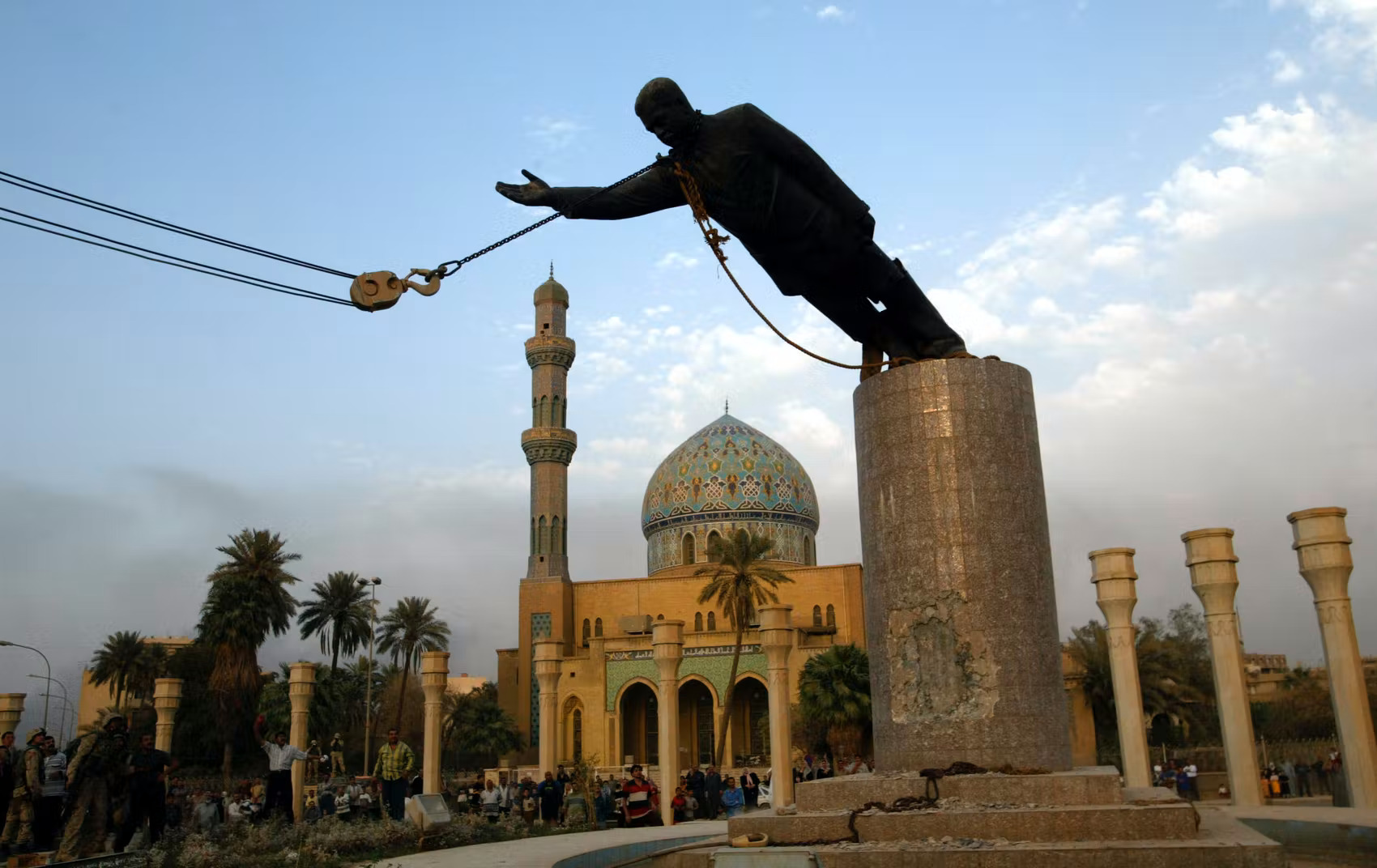
Le renversement de la statue de Saddam Hussein du square Firdos le 9 avril 2003.

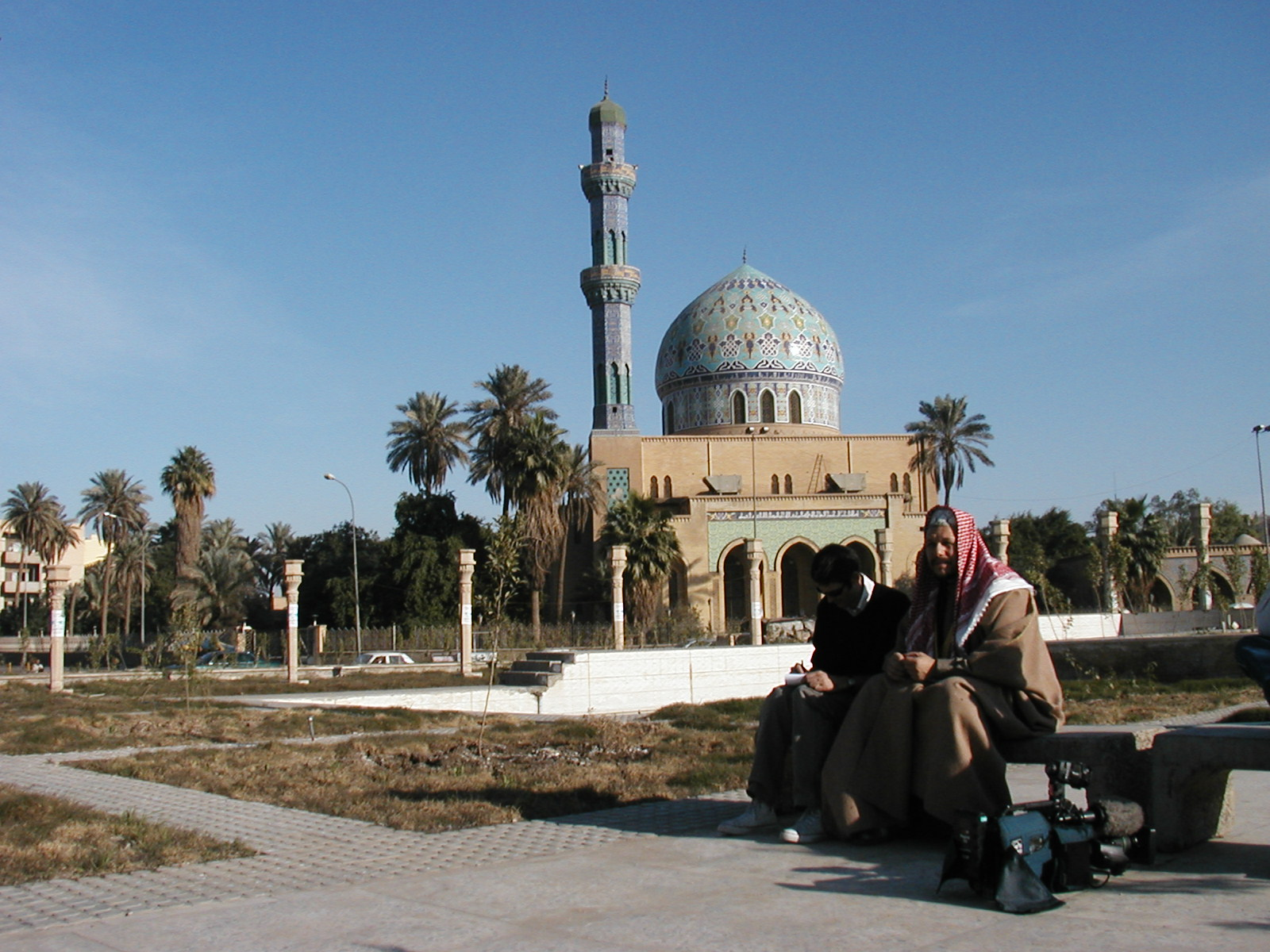
Le square Firdos en 2003.

Le square Firdos est une place située dans le centre de Bagdad en Irak. Son nom vient de l'arabe firdows qui signifie littéralement « le paradis ».
En avril 2002, une statue de douze mètres de hauteur à l'effigie de Saddam Hussein est érigée en l'honneur de son 65e anniversaire. Le 9 avril 2003, des Irakiens, assistés par des Marines américains, renversent la statue.
Aujourd'hui, une nouvelle sculpture surnommée « la sculpture verte », symbolisant la liberté, trône sur l'ancien socle.